# Список авиакомпаний Косова
Список авиакомпаний Косово — как функционирующих, так и не функционирующих в настоящее время.

## Функционирующие авиакомпании
| Авиакомпания    | Фото | ИАТА | ИКАО | Позывной                           | Тип авиакомпании | Начало деятельности | Примечания                                                                                     |
| --------------- | ---- | ---- | ---- | ---------------------------------- | ---------------- | ------------------- | ---------------------------------------------------------------------------------------------- |
| Air Prishtina   |      | ST   |      |                                    | Чартерная        | 1981 г.             | [ 1 ]                                                                                          |
| Kosova Airlines |      |      | KOS  |                                    | Регулярная       | 2003 г.             | Нет собственного флота с 2006 года, но по-прежнему летают немецкими бюджетными авиакомпаниями. |
| My Wings        |      | C3   | TDR  | MY WINGS (обслуживается Trade Air) | Регулярная       | 2020 г.             | 1 Airbus A319 (9A-BTJ) и 1 Boeing 737-800 (9A-LAB), арендованные компанией Trade Air           |

## Нефункционирующие авиакомпании
| Авиакомпания     | Фото | ИАТА | ИКАО | Позывной | Тип авиакомпании | Начало деятельности | Конец деятельности | Примечания |
| ---------------- | ---- | ---- | ---- | -------- | ---------------- | ------------------- | ------------------ | ---------- |
| Air Kosova       |      |      | ILY  |          |                  | 2000 г.             | 2000 г.            | [ 9 ]      |
| Illyrian Airways |      |      | ILY  |          |                  | 2010 г.             | 2011 г.            |            |